# Saccolabiopsis taiwaniana
Saccolabiopsis taiwaniana är en orkidéart som beskrevs av Shih Wen Chung och T.C.Hsu. Saccolabiopsis taiwaniana ingår i släktet Saccolabiopsis och familjen orkidéer.
Artens utbredningsområde är Taiwan. Inga underarter finns listade i Catalogue of Life.